# ザ・サークル (ボン・ジョヴィのアルバム)
『ザ・サークル』（The Circle）は、アメリカ合衆国のロックバンド、ボン・ジョヴィ11枚目のスタジオ・アルバム。2009年11月4日に発売された。日本での発売・販売元はユニバーサルミュージック。

## 解説
前作『ロスト・ハイウェイ』からおよそ2年半ぶりとなるスタジオ・アルバム。前作はカントリーロック調であったが、本作はロックンロールを基調としている。
「ワーク・フォー・ザ・ワーキング・マン」（Work For The Working Man）は労働者のために歌ったこの曲の歌詞が、アメリカホワイトハウス内にあるオバマ大統領のチーフ・アドバイザー、デヴィッド・アクセルロッド（David M. Axelrod）氏のオフィスの壁に飾られていた。
初回生産限定盤（デラックス・エディション）としてトライベッカ映画祭でも上映された『ロスト・ハイウェイ・ツアー』を通じてバンドの真実に迫ったドキュメンタリー映画『ホエン・ウィー・ワー・ビューティフル（WHEN WE WERE BEAUTIFUL）』のDVDが付属されている。また、初回生産限定盤（デラックス・エディション）のみCDがSHM-CD仕様となっている。
なお、本作はCDにボーナス・トラックが収録されていない。これは、1986年に発売された『ワイルド・イン・ザ・ストリーツ』以来のことになった。
オリコンチャートは2005年に発売された『ハヴ・ア・ナイス・デイ』から3作連続1位となり、洋楽アーティスト初の快挙となった。また、通算で5作目の1位はマライア・キャリー（Mariah Carey）、サイモン&ガーファンクル（Simon&Garfunkel）と並び洋楽アーティスト最多タイになった。
2010年6月23日には『ザ・サークル+ライヴ・トラックス』（The Circle+Live Tracks）が発売された。

## 収録曲

### CD
| #   | タイトル                                                                | 作詞・作曲                                                         | 時間 |
| --- | ----------------------------------------------------------------------- | ------------------------------------------------------------------ | ---- |
| 1.  | 「ウィー・ワーント・ボーン・トゥ・フォロー」(We Weren't Born To Follow) | ジョン・ボン・ジョヴィ、リッチー・サンボラ                         | 4:03 |
| 2.  | 「ホエン・ウィー・ワー・ビューティフル」(When We Were Beautiful)        | ジョン・ボン・ジョヴィ、リッチー・サンボラ、ビリー・ファルコン     | 5:18 |
| 3.  | 「ワーク・フォー・ザ・ワーキング・マン」(Work For The Working Man)      | ジョン・ボン・ジョヴィ、リッチー・サンボラ、ダレル・ブラウン       | 4:04 |
| 4.  | 「スーパーマン・トゥナイト」(Superman Tonight)                          | ジョン・ボン・ジョヴィ、リッチー・サンボラ、ビリー・ファルコン     | 5:12 |
| 5.  | 「ブレット」(Bullet)                                                    | ジョン・ボン・ジョヴィ、リッチー・サンボラ                         | 3:50 |
| 6.  | 「ソーン・イン・マイ・サイド」(Thorn In My Side)                        | ジョン・ボン・ジョヴィ、リッチー・サンボラ                         | 4:05 |
| 7.  | 「リヴ・ビフォー・ユー・ダイ」(Live Before You Die)                     | ジョン・ボン・ジョヴィ、リッチー・サンボラ                         | 4:17 |
| 8.  | 「ブロークンプロミスランド」(Brokenpromiseland)                         | ジョン・ボン・ジョヴィ、リッチー・サンボラ、デズモンド・チャイルド | 4:57 |
| 9.  | 「ラヴズ・ジ・オンリー・ルール」(Love's The Only Rule)                  | ジョン・ボン・ジョヴィ、リッチー・サンボラ、ビリー・ファルコン     | 4:38 |
| 10. | 「ファスト・カーズ」(Fast Cars)                                         | ジョン・ボン・ジョヴィ、リッチーサンボラ、デズモンド・チャイルド   | 3:16 |
| 11. | 「ハッピー・ナウ」(Happy Now)                                           | ジョン・ボン・ジョヴィ、リッチーサンボラ、デズモンド・チャイルド   | 4:21 |
| 12. | 「ラーン・トゥ・ラヴ」(Learn To Love)                                   | ジョン・ボン・ジョヴィ、リッチーサンボラ、デズモンド・チャイルド   | 4:39 |

| #   | タイトル | 作詞 | 作曲・編曲 | 時間 |
| --- | --- | ---- | ---------- | ---- |
| 13. | 「ウィー・ワーント・ボーン・トゥ・フォロー (Jason Nevins Remix)」(We Weren't Born To Follow (Jason Nevins Remix)) |      |            | 4:03 |

### DVD『ホエン・ウィー・ワー・ビューティフル』（WHEN WE WERE BEAUTIFUL）
| #   | タイトル                                 | 作詞 | 作曲・編曲 | 備考 |
| --- | ---------------------------------------- | ---- | ---------- | ---- |
| 1.  | 「ザ・ガーデン・パート1」                |      |            |      |
| 2.  | 「ヨーロッパ・ツアー」                   |      |            |      |
| 3.  | 「ハレルヤ」                             |      |            |      |
| 4.  | 「ロンドン」                             |      |            |      |
| 5.  | 「ウォンテッド・デッド・オア・アライヴ」 |      |            |      |
| 6.  | 「バック・イン・NYC」                    |      |            |      |
| 7.  | 「フォト・シュート」                     |      |            |      |
| 8.  | 「デトロイト」                           |      |            |      |
| 9.  | 「セントラル・パーク」                   |      |            |      |
| 10. | 「ザ・ガーデン・パート2」                |      |            |      |
| 11. | 「レコーディング・スタジオ」             |      |            |      |
| 12. | 「クレジッツ」                           |      |            |      |

| #  | タイトル                                 | 作詞 | 作曲・編曲 | 備考 |
| -- | ---------------------------------------- | ---- | ---------- | ---- |
| 1. | 「フットボール」                         |      |            |      |
| 2. | 「ニューアーク・プレス・カンファレンス」 |      |            |      |
| 3. | 「ティコズ・クロージング・ライン」       |      |            |      |

### 『ザ・サークル+ライヴ・トラックス』（The Circle+Live Tracks）
| #   | タイトル                                                                                 | 作詞 | 作曲・編曲 | 時間 |
| --- | ---------------------------------------------------------------------------------------- | ---- | ---------- | ---- |
| 13. | 「ウィー・ワーント・ボーン・トゥ・フォロー（ライヴ）」(We Weren't Born To Follow (Live)) |      |            | 4:02 |
| 14. | 「ホエン・ウィー・ワー・ビューティフル（ライヴ）」(When We Were Beautiful (Live))        |      |            | 5:21 |
| 15. | 「スーパーマン・トゥナイト（ライヴ）」(Superman Tonight (Live))                          |      |            | 5:24 |
| 16. | 「ラヴズ・ジ・オンリー・ルール（ライヴ）」(Love's The Only Rule (Live))                  |      |            | 8:59 |

## タイアップ
ウィー・ワーント・ボーン・トゥ・フォロー（We Weren't Born To Follow）
- Wii専用ゲーム『ファイナルファンタジー・クリスタルクロニクル クリスタルベアラー』CMソング[7]。